# María de los Ángeles Saavedra
María de los Ángeles Saavedra (1931-20 de abril de 2022) fue una psicóloga chilena. Dentro de la psicología chilena se destaca como una de las pioneras en el conductismo y fue encargada de promover aplicaciones clínicas del estudio de la conducta. Fue directora del departamento de psicología de la Universidad de Chile entre los años 1999-2005.

## Biografía
María de los Ángeles Saavedra estudió psicología en la Universidad de Chile, en donde trabajó a la par con distintos psicólogos reconocidos tales como Teresa Pinto Hamuy, Guy Santibáñez, Susana Bloch, entre otros. Perteneciente a la cuarta generación de psicólogos egresados en el país, para posteriormente hacer un doctorado en la Universidad Yale en la cual se adentró en el análisis de asociaciones complejas y el estudio del aprendizaje asociativo en animales. Al volver a Chile fue designada como profesora en la que fue su casa de estudio, la Universidad de Chile.
Saavedra realizó una serie de investigaciones sobre la memoria y los reflejos condicionados. Se destacó principalmente por sus aportes a la neuropsicología y a la psicología del aprendizaje.[cita requerida]
Obtuvo en 1979 el premio nacional del colegio de psicólogos de Chile y además recibió en 2014 el Premio a la Trayectoria en Investigación Científica en el área psicológica, la cual fue otorgada por la sociedad científica de Psicología de Chile (SCP)
Fue la primera mujer elegida para dirigir el departamento de psicología de la universidad de Chile en 1999.
Falleció el 20 de abril del año 2022.

## Textos publicados
- 1999 "Principios de aprendizaje"